# Diócesis de San José de Mayo
La diócesis de San José de Mayo (en latín: Dioecesis Sancti Iosephi in Uraquaria) es una circunscripción eclesiástica de la Iglesia católica en Uruguay. Se trata de una diócesis latina, sufragánea de la arquidiócesis de Montevideo. Desde el 30 de junio de 2021 su obispo es Edgardo Fabián Antúnez-Percíncula Kaenel, de la Compañía de Jesús.

## Territorio y organización
La diócesis tiene 10 136 km² y extiende su jurisdicción sobre los fieles católicos de rito latino residentes en los departamentos de San José y Flores.
La sede de la diócesis se encuentra en la ciudad de San José de Mayo, en donde se halla la Catedral basílica de San José.
En 2020 en la diócesis existían 13 parroquias.

## Historia
La diócesis fue erigida el 15 de noviembre de 1955 con la bula Accepta arcano del papa Pío XII, obteniendo el territorio de la arquidiócesis de Montevideo y de la diócesis de Salto.
El 17 de diciembre de 1960 cedió una porción de su territorio para la erección de la diócesis de Mercedes mediante la bula Cum Regnum Dei del papa Juan XXIII.
El 25 de noviembre de 1961 cedió otra porción de su territorio para la erección de la diócesis de Canelones mediante la bula Peramplas partire del papa Juan XXIII.

## Estadísticas
Según el Anuario Pontificio 2021 la diócesis tenía a fines de 2020 un total de 85 900 fieles bautizados.
| Año                                                                             | Población            | Población | Población      | Sacerdotes | Sacerdotes    | Sacerdotes    | Bautizados por sacerdote | Diáconos permanentes | Religiosos | Religiosos | Parroquias |
| Año                                                                             | Bautizados católicos | Total     | % de católicos | Total      | Clero secular | Clero regular | Bautizados por sacerdote | Diáconos permanentes | Varones    | Mujeres    | Parroquias |
| ------------------------------------------------------------------------------- | -------------------- | --------- | -------------- | ---------- | ------------- | ------------- | ------------------------ | -------------------- | ---------- | ---------- | ---------- |
| 1966                                                                            | 95 380               | 100 730   | 94.7           | 27         | 26            | 1             | 3532                     |                      | 12         | 40         | 12         |
| 1968                                                                            | 105 100              | 110 800   | 94.9           | 21         | 20            | 1             | 5004                     |                      | 10         | 40         | 12         |
| 1976                                                                            | 99 000               | 107 000   | 92.5           | 11         | 9             | 2             | 9000                     |                      | 8          | 36         | 13         |
| 1980                                                                            | 101 700              | 116 000   | 87.7           | 12         | 9             | 3             | 8475                     |                      | 10         | 33         | 12         |
| 1990                                                                            | 85 700               | 113 000   | 75.8           | 17         | 14            | 3             | 5041                     |                      | 7          | 26         | 12         |
| 1999                                                                            | 92 200               | 122 000   | 75.6           | 20         | 16            | 4             | 4610                     |                      | 9          | 29         | 12         |
| 2000                                                                            | 92 900               | 123 000   | 75.5           | 19         | 15            | 4             | 4889                     |                      | 8          | 29         | 12         |
| 2001                                                                            | 93 600               | 124 000   | 75.5           | 19         | 15            | 4             | 4926                     |                      | 8          | 29         | 12         |
| 2002                                                                            | 94 400               | 125 100   | 75.5           | 19         | 15            | 4             | 4968                     |                      | 8          | 32         | 12         |
| 2003                                                                            | 90 357               | 112 400   | 80.4           | 19         | 14            | 5             | 4755                     |                      | 10         | 33         | 12         |
| 2004                                                                            | 85 000               | 112 401   | 75.6           | 20         | 14            | 6             | 4250                     |                      | 11         | 21         | 11         |
| 2010                                                                            | 88 500               | 115 800   | 76.4           | 23         | 18            | 5             | 3847                     | 1                    | 8          | 15         | 12         |
| 2014                                                                            | 87 700               | 117 400   | 74.7           | 19         | 13            | 6             | 4615                     | 2                    | 10         | 18         | 13         |
| 2017                                                                            | 84 980               | 149 850   | 56.7           | 18         | 13            | 5             | 4721                     | 5                    | 10         | 14         | 13         |
| 2020                                                                            | 85 900               | 151 500   | 56.7           | 18         | 12            | 6             | 4772                     | 3                    | 9          | 14         | 13         |
| Fuente: Catholic-Hierarchy, que a su vez toma los datos del Anuario Pontificio. |                      |           |                |            |               |               |                          |                      |            |            |            |

## Episcopologio
- Luis Baccino † (20 de diciembre de 1955-5 de julio de 1975 falleció)
- Herbé Seijas † (15 de octubre de 1975-3 de mayo de 1983 falleció)
- Pablo Jaime Galimberti di Vietri (12 de diciembre de 1983-16 de mayo de 2006 nombrado obispo de Salto)
- Arturo Eduardo Fajardo Bustamante (27 de junio de 2007-15 de junio de 2020 nombrado obispo de Salto)
- Edgardo Fabián Antúnez-Percíncula Kaenel, S.I., desde el 30 de junio de 2021[5][4]